# Neoathyreus politus
Neoathyreus politus är en skalbaggsart som beskrevs av Henry Fuller Howden 1985. Neoathyreus politus ingår i släktet Neoathyreus och familjen Bolboceratidae. Inga underarter finns listade i Catalogue of Life.